# 真竜脚類
真竜脚類（しんりゅうきゃくるい、Eusauropoda、"真の竜脚類"の意味）は、竜脚類に属する恐竜の一群である。

## 概要
サルタサウルスなどヴルカノドンような原始的な竜脚類に比べてよりティタノサウルスに近縁である全ての竜脚類で構成される竜脚類恐竜の分岐群である。これは、1995年にケンブリッジ大学のポール・アップチャーチ（Paul Upchurch）によって命名された。